# Nouvelle synagogue de Gleiwitz (1861-1938)

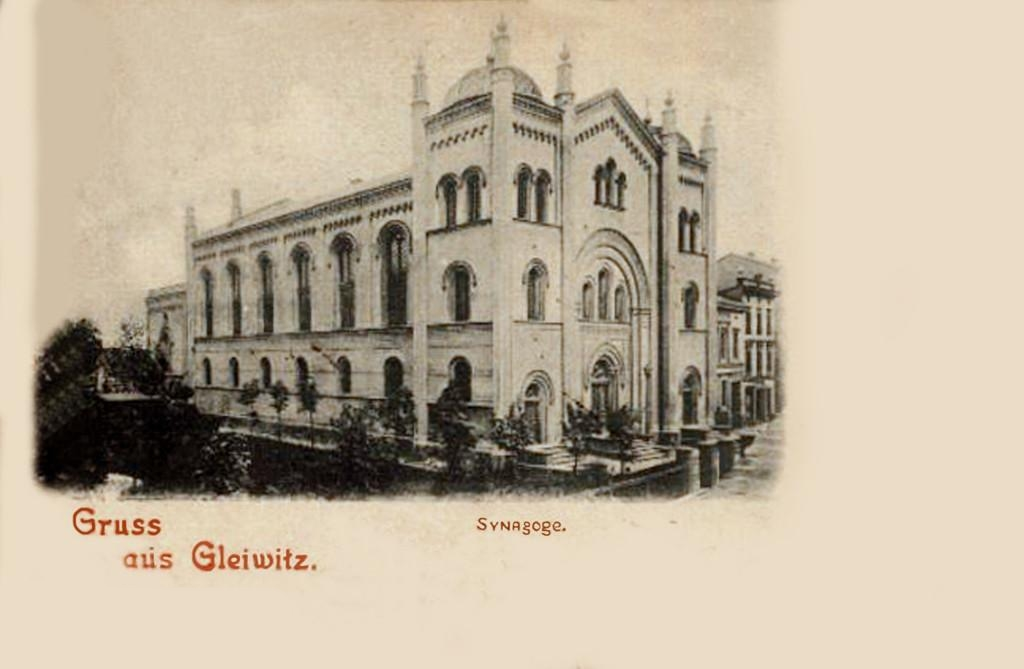
Synagogue de Gleiwitz. Carte postale du début du XX

La nouvelle synagogue de Gleiwitz ou nouvelle synagogue de Gliwice, située au 15 rue Dolnych Wałów, à l'angle de la Wilhelmstrasse (actuellement rue Zwycięstwa) à Gliwice a été détruite par les nazis lors de la nuit de Cristal en 1938, comme la plupart des synagogues et lieux de prière juifs en Allemagne. 
Gliwice est une ville polonaise en voïvodie de Silésie dans la partie sud de la Pologne, située à 27 kilomètres à l'ouest de Katowice. La ville sous le nom allemand de Gleiwitz est prussienne depuis les guerres de Silésie, puis allemande à partir de 1871. Elle va rester allemande jusqu'en 1945, à la fin de la Seconde Guerre mondiale, où elle est intégrée à la Pologne et prend le nom polonais de Gliwice.  

## Histoire de la synagogue
La synagogue est construite entre 1859 et 1861, selon les plans des architectes Salomon Lubowski (1825-1889) et Louis Troplowitz, père du pharmacien Oskar Troplowitz, l'inventeur de la crème Nivea. Elle est érigée au centre-ville, à proximité de l'ancienne synagogue de 1812 et est considérée comme une des plus importantes et des plus belles synagogues de Haute-Silésie. 
Benno Nietsche décrit en 1886 la synagogue dans son Geschichte der Stadt Gleiwitz (Histoire de la ville de Gliwice),: 
«  La synagogue, digne bâtiment de style oriental, a été construite en 1860 - 1861 par les architectes Lubowski et Troplowitz, selon un plan établi par le premier, pour un coût de 25 444 thalers, 22 groschen d'argent et 9 pfennigs. La remise cérémoniale du temple pour son utilisation a eu lieu le 29 août 1861 en présence du conseiller consulaire Baron en tant que représentant du gouvernement et des autorités de la ville. »
La synagogue fait l'objet d'une extension en 1911 pour son cinquantième anniversaire, et peut dès lors accueillir 1 800 personnes.
Pendant la nuit de Cristal du 9 au 10 novembre 1938; les milices nazies incendient la synagogue. Pour des questions de sécurité, les pompiers sont appelés sur place pour protéger les maisons voisines dont les habitants ont été au préalable évacués. Les SS récupèrent les clefs de la synagogue chez le gardien, avant de pénétrer dans le bâtiment qu'ils arrosent d'essence. La synagogue va bruler pendant deux jours, puis un détachement de la Technische Nothilfe dynamite les ruines fumantes des murs latéraux et de la façade arrière, la façade avant ayant totalement disparu.
Le rapport rédigé pour le parti note : 
« À Gleiwitz, le toit en cuivre a été soigneusement enlevé la nuit précédant l'incendie de la synagogue, puis les poutres ont été arrosées d'essence, et aux premières heures du jeudi matin, le feu a été mis. SS, SA et HJ étaient présents. La police était dans les rues un peu éloignées pour contenir les badauds. Les pompiers ont été appelés par précaution déjà avant l'incendie car la synagogue faisait partie des bâtiments susceptibles de prendre feu. Le feu a duré deux jours. »
En même temps que la synagogue brulait, des dizaines de magasins et entreprise appartenant à des Juifs sont pillés et vandalisés. À 6h30, le docteur Arthur Blumenfeld et sa femme sont arrêtés, et vers 10h, l'avocat Erich Schlesinger est arrêté. Au total, plus de mille Juifs sont arrêtées. Les femmes sont rapidement relâchées, mais les hommes entre 18 et 60 ans sont placés dans un club juif de la Kreidelstrasse (actuellement rue Barlickiego). Après deux jours gardés et brutalisés par les SS, ils sont transférés au camp de concentration de Buchenwald, où six d'entre eux décèdent dû aux mauvais traitements. Ils ne seront libérés qu'après six semaines. 

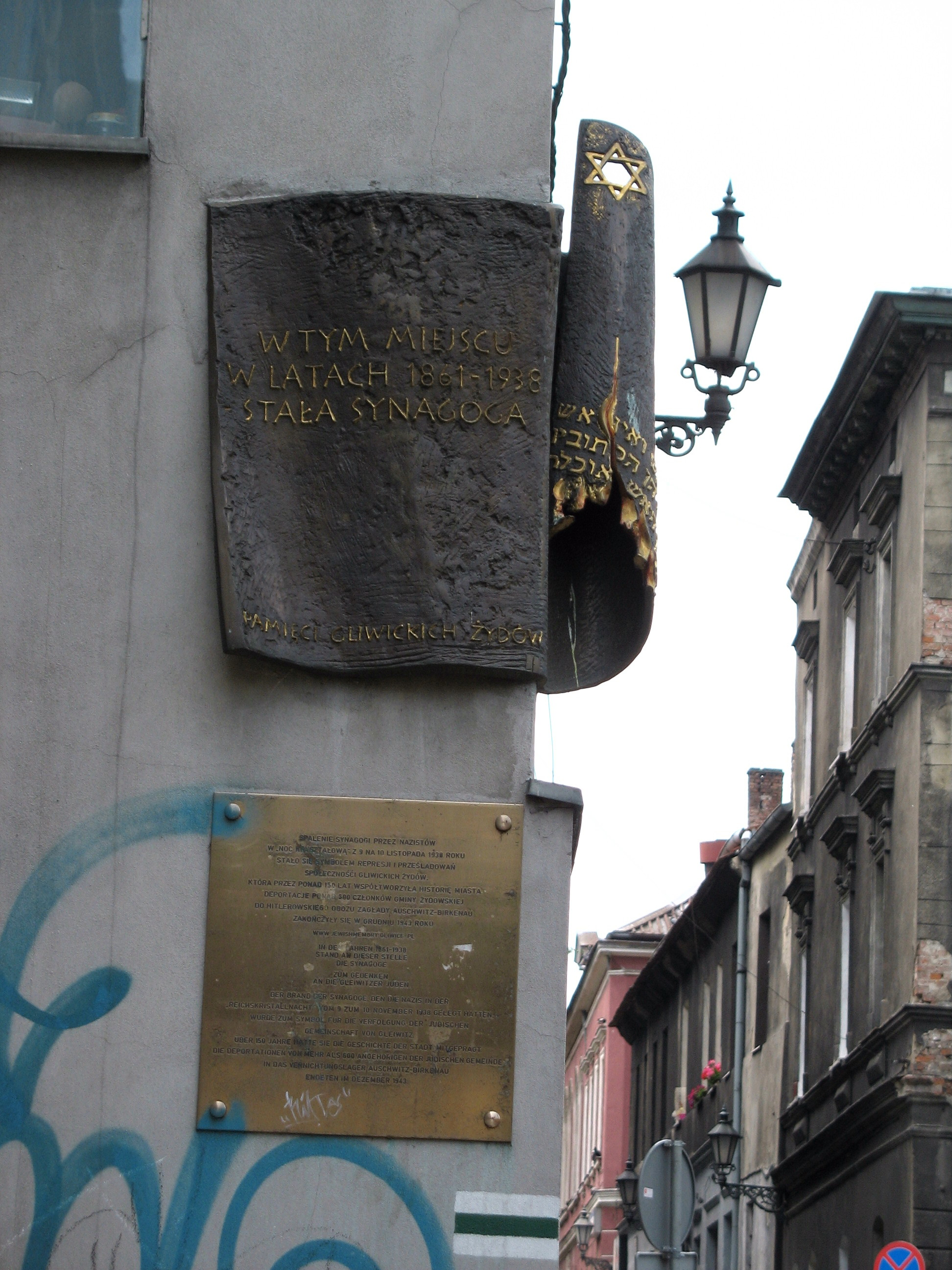
Plaques commémoratives

Après confiscation du terrain occupé autrefois par la synagogue, la ville décide en mars 1939 d'en faire un parc avec une aire de jeux pour les enfants. En 2002, le site est vendu à un propriétaire privé. 
En 2003, deux plaques commémoratives conçues par le professeur Krzysztof Nitsch, sont fixées sur le mur d'un bâtiment voisin, l'une avec l'inscription en polonais et en hébreu: " A cet endroit, de 1861 à 1938, se trouvait une synagogue. En mémoire des Juifs de Gliwice", et l'autre avec inscrit en allemand et polonais: "L'incendie de la synagogue durant la nuit de Cristal, du 9 au 10 novembre 1938, est devenu le symbole de la répression et de la persécution de la communauté juive de Gliwice, qui pendant plus de 150 ans a contribué à l'histoire de cette ville. Les déportations de plus de 600 membres de la communauté juive au camp d'extermination nazi d'Auschwitz-Birkenau, pris fin en décembre 1943".

## Description de la synagogue
Le bâtiment de la synagogue, en brique et enduit, est construit sur un plan rectangulaire dans un mélange de styles néo-mauresque et néo-roman. La façade principale comprend une partie centrale flanquée de deux tours couronnées par des dômes surmontés d'une flèche sur laquelle se trouve une étoile de David. Les angles des tours sont accentués par des piliers octogonaux surmontés de pinacles. La partie centrale, en léger recul par rapport aux tours, et terminée par un fronton triangulaire, intègre une arcade semi-circulaire dans laquelle se situe le joli portail principal, et aux niveaux du premier et du second étage des fenêtres triples. Sur les façades latérales,  on trouve deux rangées de fenêtres à arc en plein cintre, les immense fenêtres étant situées au niveau de la galerie des femmes. L'ensemble de la synagogue est couronné par une corniche avec une frise d'arcades entre les fenêtres. 
À l'intérieur, la salle de prière comprend une nef centrale et des nefs latérales au-dessus desquelles sont situées les galeries réservées aux femmes soutenues par des piliers ornés, probablement en fonte. L'Arche Sainte est située sur le mur oriental. Les rangées de fenêtres offrent un éclairage naturel, renforcé par énorme lustre central.  
Aujourd'hui, il ne reste que peu de souvenirs de la synagogue. Seules quelques photographies de l'extérieur et seulement deux photographies de l'intérieur de la synagogue ont survécu. Aucun plan ou schéma n'a été conservé. De l'équipement, seule l'horloge de prière a survécu.  

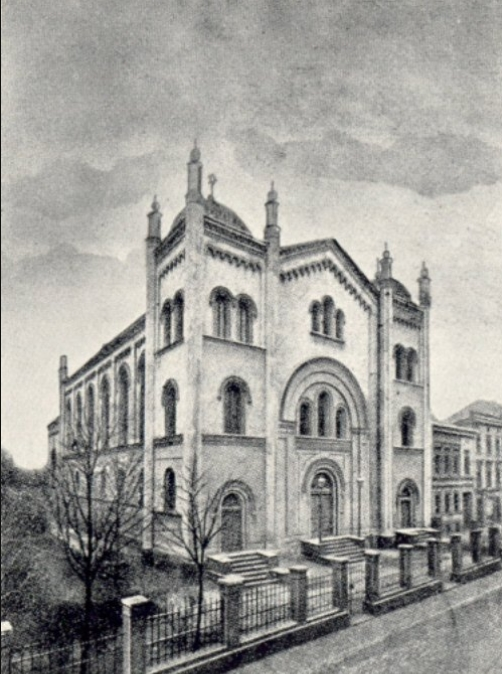
Façade de la synagogue
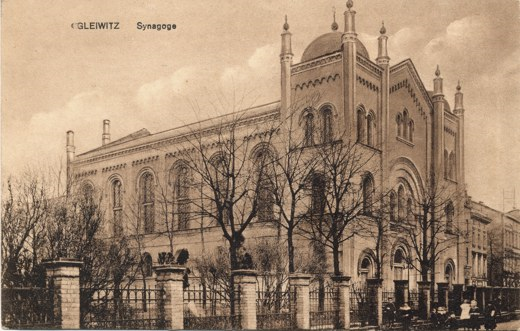
Vue d'ensemble de la synagogue
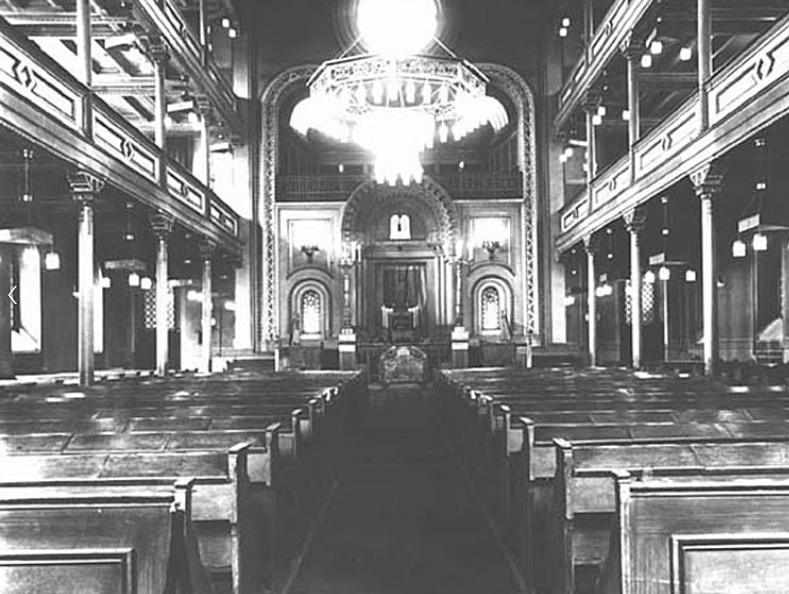
Intérieur de la synagogue
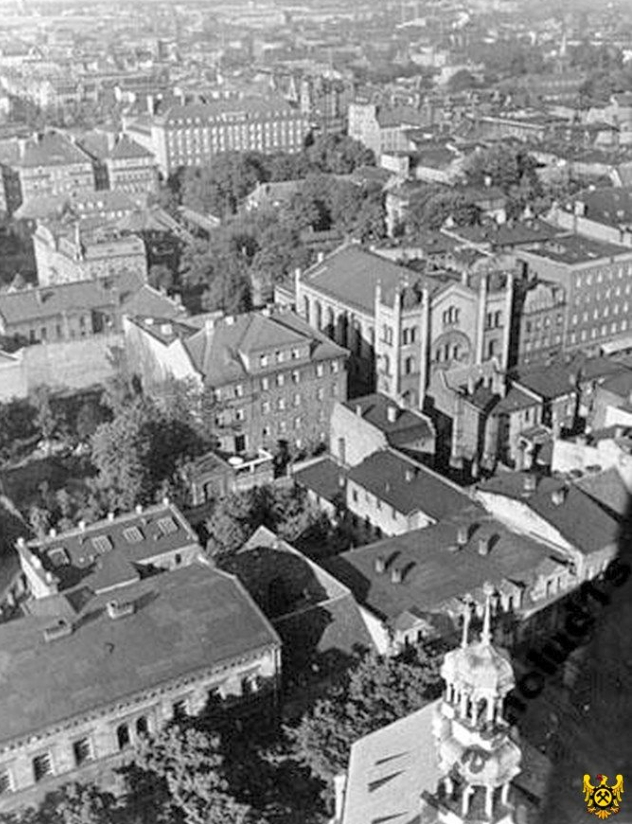
Vue aérienne de la synagogue